# Europese PGA Tour 1984
De Europese PGA Tour 1984 was het dertiende seizoen van de Europese PGA Tour en werd in dit jaar onafhankelijk van de Britse Professional Golfers' Association. Tot op heden wordt dit golftour georganiseerd door de Professional Golfers' Association of Europe en het seizoen bestond uit 27 toernooien.
Dit seizoen stond er drie nieuwe toernooien op de kalender: het Monte Carlo Open, de Celtic International en het Cannes Open. De Martini International, de British Masters en de Bob Hope British Classic verdwenen van de kalender.

## Kalender
| Data  | Data  | Toernooi                                   | Baan                                | Land                     | Winnaar           | Score     | Info                                         |
| ----- | ----- | ------------------------------------------ | ----------------------------------- | ------------------------ | ----------------- | --------- | -------------------------------------------- |
| 12-04 | 15-04 | Tunisian Open                              | El Kantaoui Golf Course             | Tunesië                  | Sam Torrance      | 282 (-6)  |                                              |
| 26-04 | 29-04 | Madrid Open                                | Real Club de la Puerta de Hierro    | Spanje                   | Howard Clark      | 274 (-14) |                                              |
| 03-05 | 05-05 | Italian Open                               | Golf Club Milano                    | Italië                   | Sandy Lyle        | 277 (-11) |                                              |
| 10-05 | 13-05 | Car Care Plan International                | Moortown Golf Club                  | Engeland                 | Nick Faldo        | 276 (-12) |                                              |
| 17-05 | 20-05 | Peugeot Open de France                     | Golf de Saint-Cloud                 | Frankrijk                | Bernhard Langer   | 270 (-18) |                                              |
| 25-05 | 28-05 | Whyte & Mackay PGA Championship            | The Wentworth Club                  | Engeland                 | Howard Clark      | 204 (-12) | Afgewerkt in drie speelronden                |
| 31-05 | 03-06 | Jersey Open                                | La Moye Golf Club                   | Jersey                   | Bernard Gallacher | 274 (-14) |                                              |
| 07-06 | 10-06 | St. Mellion Timeshare TPC                  | St Mellion Golf Club                | Engeland                 | Jaime Gonzalez    | 265 (-15) |                                              |
| 14-06 | 17-06 | Timex Open                                 | Golf de Biarritz                    | Frankrijk                | Michael Clayton   | 260 (-16) |                                              |
| 21-06 | 24-06 | Monte Carlo Open                           | Golf de Monte-Carlo                 | Monaco                   | Ian Mosey         | 131 (-7)  | Nieuw toernooi Afgewerkt in twee speelronden |
| 28-06 | 01-07 | Glasgow Open                               | Haggs Castle Golf Club              | Schotland                | Ken Brown         | 266 (-14) |                                              |
| 05-07 | 08-07 | Scandinavian Enterprise Open               | Ullna Golf Club                     | Zweden                   | Ian Woosnam       | 280 (-4)  |                                              |
| 11-07 | 14-07 | Lawrence Batley International Golf Classic | The Belfry Golf Club                | Engeland                 | José Rivero       | 280 (-8)  |                                              |
| 19-07 | 22-07 | The Open Championship                      | St Andrews Links                    | Schotland                | Seve Ballesteros  | 276 (-12) |                                              |
| 26-07 | 29-07 | KLM Dutch Open                             | Rosendaelsche Golfclub              | Nederland                | Bernhard Langer   | 275 (-13) |                                              |
| 02-08 | 05-08 | Carroll's Irish Open                       | The Royal Dublin Golf Club          | Ierland                  | Bernhard Langer   | 267 (-21) |                                              |
| 09-08 | 12-08 | Celtic International                       | Galway Golf Club                    | Ierland                  | Gordon Brand Jr.  | 272 (-8)  | Nieuw toernooi                               |
| 15-08 | 19-08 | Benson and Hedges International Open       | Fulford Golf Club                   | Engeland                 | Sam Torrance      | 270 (-18) |                                              |
| 23-08 | 26-08 | Lufthansa German Open                      | Frankfurter Golf Club               | Bondsrepubliek Duitsland | Wayne Grady       | 268 (-16) |                                              |
| 30-08 | 02-09 | Swiss Open                                 | Golf Club Crans-sur-Sierre          | Zwitserland              | Jerry Anderson    | 261 (-27) |                                              |
| 06-09 | 09-09 | European Open Championship                 | Sunningdale Golf Club               | Engeland                 | Gordon Brand Jr.  | 270 (-10) |                                              |
| 20-09 | 23-09 | Sanyo Open                                 | Real Club de Golf El Prat           | Spanje                   | Sam Torrance      | 281 (-7)  |                                              |
| 27-09 | 30-09 | Suntory World Match Play                   | The Wentworth Club                  | Engeland                 | Seve Ballesteros  | -         |                                              |
| 04-10 | 07-10 | Trophée Lancôme                            | Saint-Nom-la-Bretèche Golf Club     | Frankrijk                | Sandy Lyle        | 278 (-10) |                                              |
| 11-10 | 14-10 | Benson and Hedges Spanish Open             | El Saler Campo de Golf              | Spanje                   | Bernhard Langer   | 275 (-13) |                                              |
| 18-10 | 21-10 | Compagnie de Chauffe Cannes Open           | Golf Country Club de Cannes Mougins | Frankrijk                | David Frost       | 280 (-8)  | Nieuw toernooi                               |
| 01-11 | 04-11 | Portuguese Open                            | Quinta do Lago North                | Portugal                 | Tony Johnstone    | 274 (-14) |                                              |

## Order of Merit
De Order of Merit wordt gebaseerd op basis van het verdiende geld.
| Rang | Speler               | Land                     | Prijzengeld (£) |
| ---- | -------------------- | ------------------------ | --------------- |
| 1    | Bernhard Langer      | Bondsrepubliek Duitsland | 139.344         |
| 2    | Sam Torrance         | Schotland                | 112.657         |
| 3    | Howard Clark         | Engeland                 | 101.903         |
| 4    | Sandy Lyle           | Schotland                | 99.649          |
| 5    | Seve Ballesteros     | Spanje                   | 96.503          |
| 6    | Ian Woosnam          | Wales                    | 62.080          |
| 7    | Gordon Brand Jr.     | Schotland                | 59.116          |
| 8    | José Maria Cañizares | Spanje                   | 57.418          |
| 9    | Jerry Anderson       | Canada                   | 56.121          |
| 10   | David Frost          | Zuid-Afrika              | 55.642          |